# Rejon Bazar-Korgon
Rejon Bazar-Korgon (kirg. Базар-Коргон району; ros. Базар-Коргонский район) – rejon w Kirgistanie w obwodzie dżalalabadzkim. W 2009 roku liczył 142 951 mieszkańców (z czego 50,6% stanowili mężczyźni) i obejmował 24 148 gospodarstw domowych. Siedzibą administracyjną rejonu jest Bazar-Korgon.